# Пілоростеноз
Пілоростеноз (стеноз воротаря шлунку) — вроджене або набуте звуження просвіту пілоричного каналу, наприклад внаслідок вади розвитку (рубцеве звуження просвіту, гіпертрофії і гіперплазії м'язових волокон воротаря шлунку на фоні локального дефіциту чи дегенеративних змін інтрамуральних нервових клітин).
Пілоростеноз належить до групи багатофакторних захворювань, виникнення яких зумовлене спільною дією генетичних та інших факторів. Всі фактори вказують на полігенне успадкування цієї хвороби з пороговим ефектом.

## Причини виникнення
Етіологія пілоричного стенозу є спірним питанням. Є вирішальні факти, які вказують на генетичне, та такі, що вказують на негенетичне походження даного захворювання. Декілька досліджень показали важливі сімейні акумуляції хвороби.
В багатьох випадках множинних вад, що включають пілоростеноз, відмічені хромосомні (трисомії 18 і 21, часткові трисомії 1 д, 5 д, 13 д; часткові моносомії 15 д і 21 д; та багатогенні синдроми як з аутосомно-домінантним (Альпорта, Пфайффероз), так і з аутосомно — рецесивним успадкуванням (Сміта-Лемлі-Опітца).
Ізольовані форми вродженого пілоростенозу частіше мають мільтифакторіальне походження
Частота виникнення сімейних випадків пілоростенозу складає 15 %. Емпіричний ризик виникнення повторних випадків в даній сім'ї складає 2-5 %.

## Залежність поширення від статі
До цього часу залишаються невиясненими диспропорції частоти захворювань по статі, співвідношення хлопчиків до дівчаток складає 4:51, або пілоростеноз коливається від 1:150 хлопчиків до 1:750 у дівчаток і, як правило, хворіють першонароджені діти.
Ризик для братів ураженого хлопчика складає 4 %, для сестер — 3 %, ризик для суродженців ураженої дівчинки — відповідно 9 % і 4 %. Коли пробанд чоловічої статі, то ризик для його синів і дочок відповідно 5,5 — 2,5 %, якщо жіночої статі, то 19 і 7 %
При обстеженні внуків та внучок, хворих пілоростенозом, виявилось, що у хворих чоловічої статі ризик для внуків складає 2,3 %, для внучок — 0,5 %; у хворих жіночої статі — відповідно 4,3 і 1,7 %

## Діагностика
Захворювання проявляється на 2-4-му тижні, хоча у 5 % дітей може проявитись одразу після народження.
Розпочинається із збльовування, яке з'являється на 1-2-му тижні життя, що переходить у блювання, яка спостерігається не після кожного годування, але з часом частота і важкість приступів блювоти наростає і набуває вибухового характеру. Блювання виникає під час годування, зразу ж після годування, а інколи — через декілька годин після годування і носить періодичний характер. Кількість блювотних мас перевищує кількість одноразово з'їдженої їжі (що свідчить про застій в шлунку). Блювотні маси не містять жовчі, а являють собою звернуте материнське молоко з кислим, гострим запахом. Діти постійно неспокійні, голодні, їдять жадібно. Стул нечастий і в невеликій кількості, сечовипускання рідші, ніж звичайно.
Тривале повторне блювання приводить до виснаження дитини, зневоднення (сухість шкірних покривів, слизових), метаболічного алкалозу, зниження тургору тканин, зниження температури тіла, артеріального тиску, збільшення гематокриту. Дихання поверхневе, позіхання, сонливість, тремор кінцівок.
При огляді дитини звертають на себе увагу «голодні очі», як ознака гіпотрофії, хоча апетит збережений.
Після годування у дитини спостерігається здуття епігастральної області і невелике западіння нижнього відділу живота, та перистальтика шлунку у вигляді «пісочного годинника». Хвиля перистальтики починається від лівого пібребер'я (зліва направо), якщо ці ознаки не надто виражені, то чітко проявляються при постукуванні по животу.
Пропальпувати гіперплазований пілоричний сфінктер можна справа біля краю правого прямого м'язу живота над пупком у вигляді овального щільного утвору, довжиною 2-4 см; найбільш легко пілоричний сфінктер пальпується під час годування після блювоти, або випорожнення шлунка через зонд. При цій маніпуляції не слід застосовувати силу.
В пізніх стадіях хвороби дитина має досить характерний вигляд: бліда, майже відсутній підшкірно-жировий шар, шкіра суха, збирається в складки, обличчя зморщене з типовими поперечними зморшками на лобі. Стул диспептичний, «голодний». Дитина неспокійна, вразлива.
Захворювання ускладнюється частим потраплянням значної кількості повітря в шлунок, що спричиняє появу виразок стравохода і шлунка.